# 迪尔克·佩培尔
迪尔克·佩培尔（德語：Dirk Peppel；1964年—），出生于美因河畔法兰克福，是一位德国长笛演奏家，现为科隆音乐与舞蹈学院长笛教授，罗斯托克音乐与戏剧学院长笛教授，曾任卡尔斯鲁厄巴登国家歌剧院首席长笛。自2021年起，他担任科隆音乐与舞蹈学院伍珀塔尔分校四人董事会成员之一。

## 生平
佩培爾1964年出生于德国美因河畔法兰克福，1989年毕业于埃森富克旺根艺术大学长笛专业，师从于Matthias Rütters教授。在音乐学习过程中，佩培爾得到了法国和瑞士知名音乐家André Jaunet、Maxence Larrieux和Jean-Pierre Rampal的指导。
1987年至2014年，佩培爾担任卡尔斯鲁厄巴登国家歌剧院首席长笛演奏家。在三十多年的专业工作中，他曾在全球五十多个交响乐团和歌剧院中担任客座长笛。佩培爾也是一位出色的室内乐演奏家，2000年荣获由德国巴登符腾堡州联邦政府颁发的“室内乐音乐家”荣誉证书。他也曾受邀多次参加国际重要的音乐节，演出足迹遍布了美洲、以色列、中国、日本以及韩国。
除此之外，佩培爾教授多次开展国际大师班，比如德国Rheinsberg国家音乐学院、意大利蒙特普尔恰诺欧洲音乐学院、德国伍珀塔尔音乐季、韩国首尔大学、韩国水原大学、中国武汉音乐学院等等。2024年，Peppel教授受邀参加中国中央戏剧学院第九届国际剧院团管理大师班。
自1992年起，佩培爾教授成为德国Mutare-Ensembles成员。2005年担任德国国家学术奖学金评委（Studienstiftung des deutschen Volkes）。2008年担任西班牙瓦伦西亚Certamen Internacional de Bandas de Música评委。2014年担任土耳其Marsyas国际长笛比赛评委。2019年担任柏林艺术大学学位评定委员会成员。2021年起担任德国青少年音乐比赛Jugend Musiziert评委。2023年担任中国青少年音乐比赛蜂鸟音乐奖评委并在中德青少年音乐交流季中举办个人大师班。
1990年至2004年，佩培爾在德国美茵茨大学任教。1999年至2004年，他也在墨西哥恰帕斯科学艺术大学担任客座教授。自2004年至今，佩培爾教授成为德国科隆音乐学院长笛教授以及Wuppertal校区院长。自2014年至今，他还在德国罗斯托克音乐与戏剧学院担任教授。
2021年，佩培爾教授正式通过香港优才计划成就计分制成为香港居民。